# NT (cassetta)

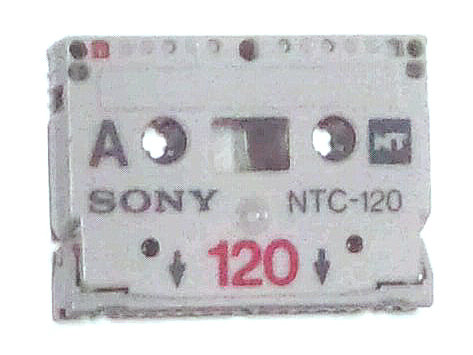
Sony NTC-120

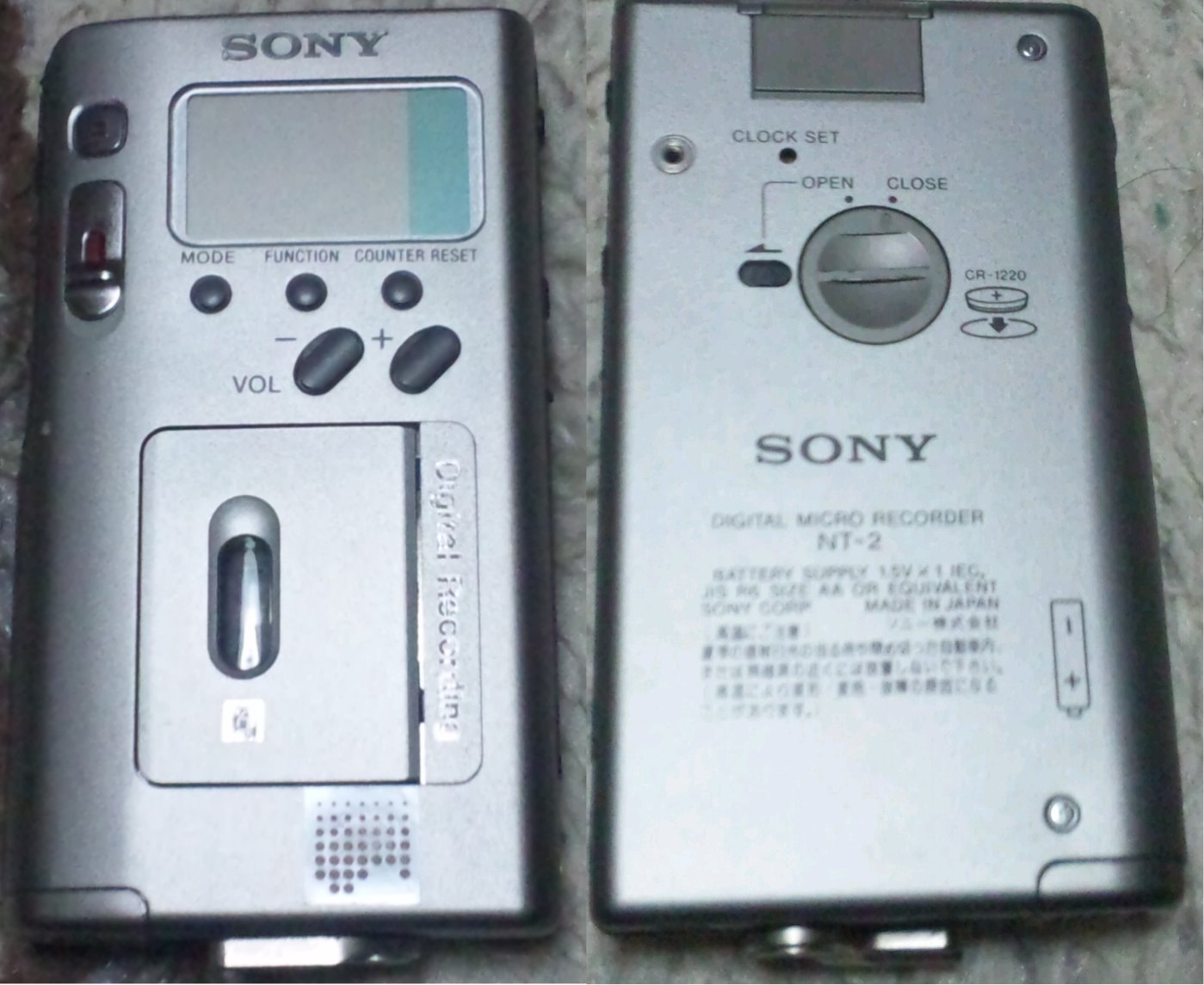
Micro registratore digitale Sony NT-2

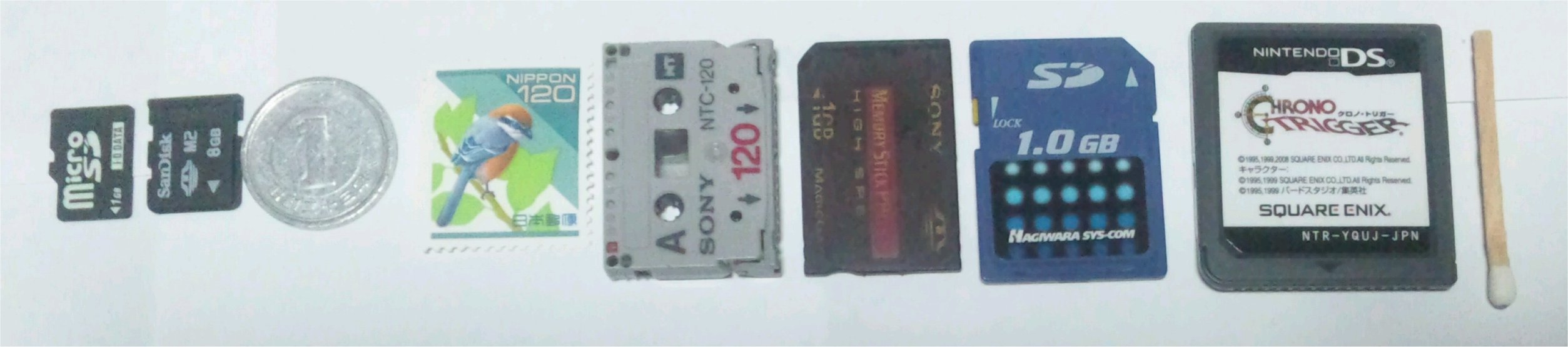
Cassetta NT rispetto a varie schede di memoria

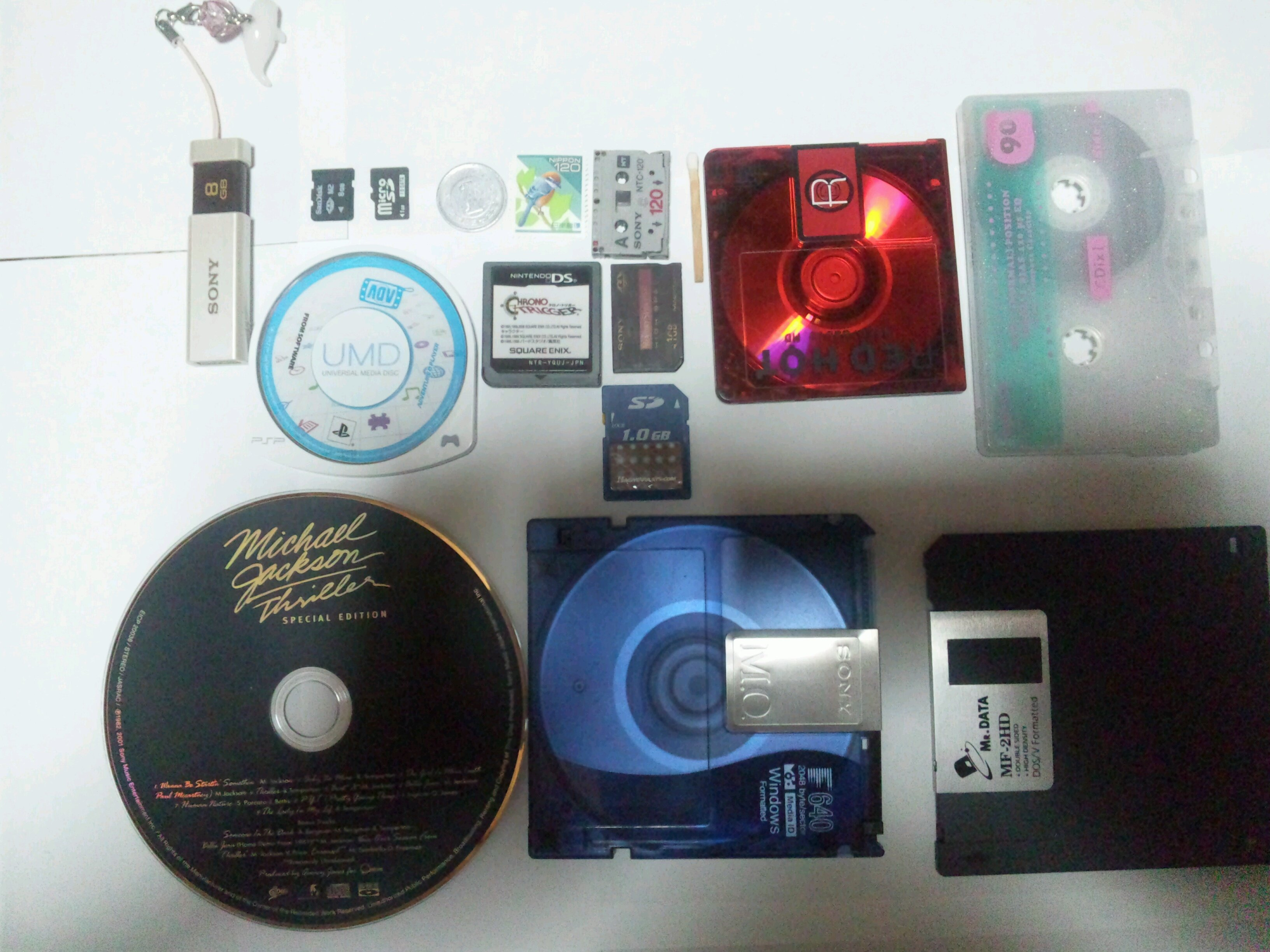
Cassetta NT rispetto a vari supporti di registrazione

NT è un sistema di registrazione di promemoria digitali introdotto da Sony nel 1992, a volte commercializzato con il nome di Scoopman.

## Descrizione
Il sistema registrava memo utilizzando la scansione elicoidale (come nel VHS) su speciali microcassette, che erano 30 × 21,5 × 5  mm con una larghezza del nastro di 2,5   mm, con una capacità di registrazione fino a 120 minuti. Le cassette Scoopmen sono disponibili in tre versioni: Sony NTC-60, -90 e -120, ognuna delle quali descrive il tempo (in minuti) che la cassetta può registrare.
NT sta per Non-Tracking, il che significa che la testina non segue esattamente le tracce sul nastro. Invece, la testina si sposta sul nastro approssimativamente all'angolazione e alla velocità corrette, ma esegue più di un passaggio su ciascuna traccia. I dati in ciascuna traccia sono memorizzati sul nastro in blocchi con informazioni di indirizzamento che consentono la ricostruzione in memoria da più passaggi. Ciò ha ridotto considerevolmente la precisione meccanica richiesta, riducendo la complessità, le dimensioni e il costo del registratore.
Un'altra caratteristica delle cassette NT è  il Non-Loading, il che significa che invece di avere un meccanismo per estrarre il nastro dalla cassetta e avvolgerlo attorno al tamburo, il tamburo viene spinto all'interno della cassetta per ottenere lo stesso effetto. Ciò riduce anche significativamente la complessità, le dimensioni e il costo del meccanismo.
Il campionamento audio è in stereo a 32 kHz con quantizzazione non lineare a 12 bit, corrispondente alla quantizzazione lineare a 17 bit. I dati scritti sul nastro vengono impacchettati in blocchi di dati e codificati con modulazione a bassa deviazione LDM-2
Il micro registratore digitale Sony NT-2, introdotto nel 1996 è dotato di un orologio in tempo reale che registra un segnale orario sulla traccia digitale insieme ai dati audio, rendendolo utile per il giornalismo, la polizia e il lavoro legale. Grazie alla memoria buffer della macchina, è in grado di invertire automaticamente la direzione del nastro alla fine della bobina senza interrompere il suono. Il registratore utilizza una singola pila di dimensioni "AA" per l'alimentazione primaria, oltre a una pila al litio CR-1220 separata per fornire energia continua all'orologio in tempo reale. La Sony NT-2, è un miglioramento del micro registratore digitale Sony NT-1, introdotto nel 1992, ed è stata l'ultima macchina della serie.
I sistemi a cassetta NT costavano più dei registratori DAT già disponibili in quegli anni, inoltre sono fragili e relativamente inaffidabili rispetto ad altre tecnologie di registrazione emergenti e non essendo in grado di competere, sono presto scomparsi dal mercato. I dispositivi sono considerati curiosità per i collezionisti.